# Corts Generals de la Corona d'Aragó

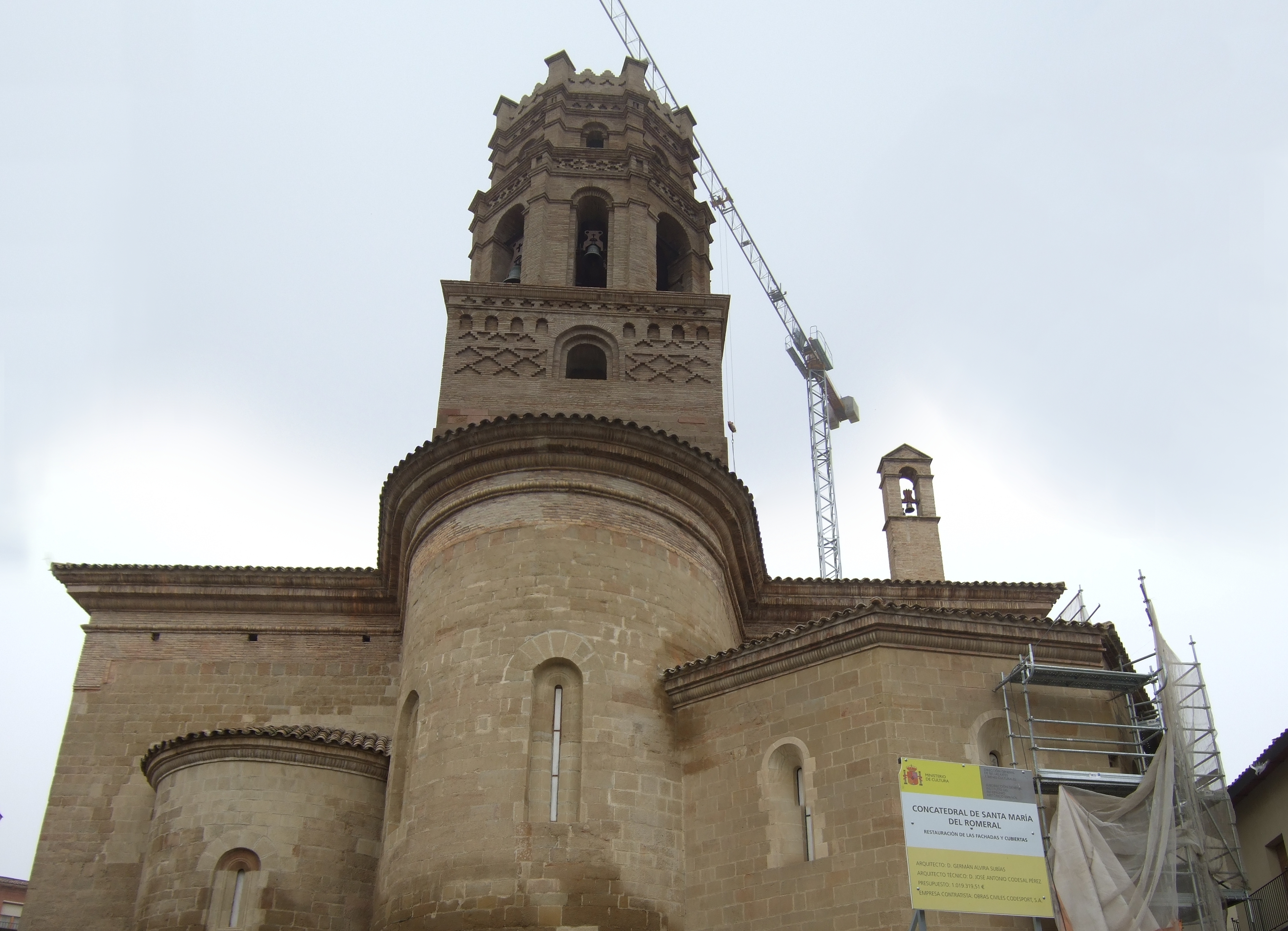
Església de Santa Maria del Romeral de Montsó, seu de la majoria de les sessions plenàries de les Corts generals de la Corona d'Aragó.

Les Corts Generals de la Corona d'Aragó eren les corts per les quals es convocaven a reunir-se a la mateixa ciutat i al mateix temps les Corts del Regne d'Aragó, les Corts del Principat de Catalunya i les Corts del Regne de València. La majoria de les Corts Generals d'Aragó es van celebrar a Montsó o alguna altra localitat aragonesa en substitució d'aquesta com Fraga, Saragossa, Tarassona o Calataiud.

## Desenvolupament de les sessions
En les Corts Generals, l'única cerimònia que es feia conjunta, amb l'assistència de tots els diputats dels diferents estats de la Corona d'Aragó, era el soli d'obertura. Els diputats aragonesos i valencians s'asseien alternats a la dreta del tron, mentre que catalans i mallorquins ho feien alternats a l'esquerra del tron on s'asseia el rei.
El protonotari reial llegia la proposició reial, que era un discurs en el qual el rei feia balanç de la situació del la monarquia i dels esdeveniments destacats que havien succeït des de les anteriors Corts, i es concloïa amb la raó de la convocatòria, que solia ser demanar diners o soldats. Aquest discurs era sempre en català. Després del discurs del rei, s'aixecaven l'arquebisbe de Saragossa, i també l'arquebisbe de Tarragona, que es col·locava a la seva dreta, i l'arquebisbe de València, que es col·locava a la seva esquerra, com a presidents dels seus respectius braços eclesiàstics, però només responia l'arquebisbe de Saragossa, en principi en aragonès però més endavant sovint en castellà. Només en el cas que fossin les primeres Corts d'un regnat es procedia a la jura del rei de les lleis i furs, i el dels diputats el de fidelitat al rei.
Després d'això s'iniciaven els treballs de Corts per a deliberar per separat i a part –és a dir, per territoris i aquests pels seus corresponents braços (quatre a Aragó, i tres a Catalunya i València). Fins i tot es podien concloure les Corts particulars traslladant-se al territori del seu regne.

## Llistat de Corts Generals de la Corona d'Aragó
Les Corts Generals de la Corona d'Aragó van ser convocades un total de 16 vegades entre els anys 1289 i 1585.
| Rei                | Any       | Seu                       | Comentaris |
| ------------------ | --------- | ------------------------- | --- |
| Alfons III d'Aragó | 1289      | Montsó                    | Per a tractar sobre auxili i recursos per a la guerra amb França i Castella. |
| Pere IV d'Aragó    | 1362-1363 | Montsó                    | |
| Pere IV d'Aragó    | 1376-1377 | Montsó                    | Per a demanar recursos per a la guerra contra el duc Lluís I d'Anjou i per a la defensa de Sardenya. |
| Pere IV d'Aragó    | 1383-1384 | Montsó-Fraga              | A causa de la pesta es van traslladar a Tamarit i després a Fraga (Osca). |
| Joan I d'Aragó     | 1388-1389 | Montsó                    | |
| Alfons V d'Aragó   | 1435      | Montsó                    | Convocades per la reina Maria per a tractar de la llibertat del rei, que havia estat capturat pels genovesos. El 1435 es van convertir en corts particulars i es traslladaren a Alcanyís, Tortosa i Morella. |
| Joan II d'Aragó    | 1460-1461 | Fraga-Saragossa-Calataiud | Jurament dels furs per Joan II. Incorporació formal de Sicília i Sardenya a la Corona d'Aragó. |
| Joan II d'Aragó    | 1469-1470 | Montsó                    | A causa de la pesta van ser traslladades a Saragossa i Tortosa per a aragonesos i valencians respectivament.                                                                                                 |
| Ferran II d'Aragó  | 1484      | Tarassona                 | Les corts particulars d'Aragó van concloure a Saragossa i les particulars de València es van prorrogar a València i van concloure a Oriola.                                                                  |
| Ferran II d'Aragó  | 1510      | Montsó                    | |
| Ferran II d'Aragó  | 1512      | Montsó                    | |
| Carles I d'Espanya | 1528      | Montsó                    | Les corts particulars d'Aragó van concloure a Saragossa. |
| Carles I d'Espanya | 1533-1534 | Montsó                    | |
| Carles I d'Espanya | 1537      | Montsó                    | |
| Carles I d'Espanya | 1542      | Montsó                    | |
| Carles I d'Espanya | 1547      | Montsó                    | |
| Carles I d'Espanya | 1552-1553 | Montsó                    | |
| Felip II d'Espanya | 1563-1564 | Montsó                    | |
| Felip II d'Espanya | 1585      | Montsó                    | Les corts particulars aragoneses i catalanes es van concloure a Binèfar. |